# Leonardo Campana
Leonardo Campana Romero (Guayaquil, 2000. július 24. –) ecuadori válogatott labdarúgó, az amerikai New England Revolution csatára.

## Pályafutása

### Klubcsapatokban
2016-ban csatlakozott a Barcelona korosztályos csapataihoz. 2019. március 3-án mutatkozott be az első csapatban az Independiente del Valle elleni ecuadori bajnoki mérkőzésen. Április 21-én az első gólját is megszerezte a Delfín csapata ellen. 2020. január 21-én leigazolta őt a Woverhampton Wanderers csapata, három és fél évre írt alá. Szeptember 19-én kölcsönbe került a portugál Famalicão csapatához. Július 16-án a svájci Grasshopper játékosa lett kölcsönben. 2022. január 20-án az amerikai Inter Miami vette kölcsönbe egy szezonra. 2023. január 20-án végleg megvásárolták 2+1 évre. 2024 telén a New England Revolution-höz igazolt.

### A válogatottban
Részt vett a 2019-es dél-amerikai U20-as labdarúgó-bajnokságon, ahol a válogatottal megnyerték a tornát és hat találattal ő lett gólkirály. A Lengyelországban megrendezett 2019-es U20-as labdarúgó-világbajnokságon bronzérmesként végeztek. 2019. március 22-én mutatkozott be a felnőtt válogatottban az Amerikai Egyesült Államok nemzeti labdarúgócsapata elleni barátságos mérkőzésen.

## Statisztika

### A válogatottban
| Válogatott | Év       | Pályára lépés | Gól |
| ---------- | -------- | ------------- | --- |
| Ecuador    | 2019     | 4             | 0   |
| Ecuador    | 2020     | 1             | 0   |
| Ecuador    | 2021     | 5             | 0   |
| Ecuador    | 2022     | 2             | 0   |
| Ecuador    | 2023     | 3             | 0   |
| Ecuador    | 2024     | 1             | 0   |
| Összesen   | Összesen | 16            | 0   |

## Sikerei, díjai
Inter Miami
- US Open Cup
  - Döntős (1): 2023

- Leagues Cup
  - Győztes (1): 2023

Ecuador U20
- Dél-amerikai U20-as labdarúgó-bajnokság
  - Győztes (1): 2019

Egyéni
- Dél-amerikai U20-as labdarúgó-bajnokság gólkirály: 2019